# Мама на састанку с вампиром
Мама на састанку с вампиром (енгл. Mom's Got a Date with a Vampire) амерички је хумористички хорор телевизијски филм из 2000. године. Редитељ филма је Стив Бојум, а главне улоге глуме Керолајн Рија, Мет О’Лири, Чарлс Шонеси, Лора Вандервурт и Роберт Карадин. Емитован је као оригинални филм Disney Channel-а, док је премијера била на Disney Channel-у у петак, 13. октобра 2000. године.

## Радња
13-годишњи Адам Хансен (Мет О’Лири) и његов најбољи пријатељ Дафи (Џејк Епштајн) имају карте за концерт групе Headless Horseman, а његова сестра, 16-годишња Челси (Лора Вандервурт) има састанак са својом дечком, Питаром. Једини проблем је што су обоје кажњени: Адам је кажњен јер није урадио домаћи задатак, већ је измислио причу користећи чланак из часописа The Weekly Secret, а Челси зато што је Адама назвала глупаном, што је њихова мајка Линет (Керолајн Рија), случајно чула. Челси и Адам ће учинити све што је потребно да своју мајку извуку из куће, чак и ако то укључује случајни сусрет са веома мистериозним човеком по имену Димитри (Чарлс Шонеси). Чини се да све иде по плану, док њихов 8-годишњи млађи брат Тејлор (Мајлс Џефри) не схвати да је Димитри вампир.
Његови брат и сестра му не верују, па он зове Малакаја ван Хелсинга (Роберт Карадин), ловца на вампире. Тејлор прати своју мајку и Димитрија током њиховог изласка. Не желећи да им мајка дође кући и продужи казну, Челси и Адам прате Тејлора и проналазе га испред ресторана у којем су Линет и Димитри. Адам и Тејлор натерају вампира да уради тест с кашиком (лажни тест који је смислио Адам како би натерао Тејлора да престане да Димитрија назива вампиром). Након тога, Адам открива да је Тејлоров предосећај о Димитрију био тачан када се погледа у огледало и примети да Димитри нема одраз. Заједно са Челси, он креће да заустави Димитрија, који њихову мајку доводи у транс и планира да је одведе у своју вилу. У међувремену, Малакај ван Хелсинг стиже и почиње да лови Димитрија, али открива да га прати Тејлор, који је (након што је сазнао да је тест с кашиком измислио Адам) такође кренуо да спасе своју мајку од Димитрија.
На крају, Тејлор постаје ван Хелсингов партнер и они стижу да се боре са Димитријем, који држи Линет у трансу, али Тејлор, Адам, Челси и ван Хелсинг не могу да победе Димитрија. Димитри креће да угризе немоћног Адама, али он и Челси дозивају Линет, разбијајући њен транс (јер само права љубав према некоме може разбити вампирски транс). Она баца Димитрија у његов ковчег. Ван Хелсинг запечати ковчег посребреним ексерима и објашњава да планира да га пошаље на место где је увек сунчано. Убрзо након што је Димитри заробљен, ван Хелсинг позива њихову мајку на „забављање”, након чега Адам, Челси и Тејлор, верујући да су чули реч „забављање” довољно за једну ноћ, покушавају да је убеде да остане сама, након чега Линет говори: „Забављам се. Само не с вампирима”. Коначно, сви одлучују да се врате у кућу Хансенових на доручак јер сунце коначно излази.

## Улоге
| Глумац          | Улога               |
| --------------- | ------------------- |
| Керолајн Рија   | Линет Хансен        |
| Мет О’Лири      | Адам Хансен         |
| Роберт Карадин  | Малакај ван Хелсинг |
| Лора Вандервурт | Челси Хансен        |
| Мајлс Џефри     | Тејлор Хансен       |
| Чарлс Шонеси    | Димитри Денатос     |
| Џејк Епштајн    | Дафи                |
| Џ. Адам Браун   | Бумер               |